# Gorges (Manche)
Gorges – miejscowość i gmina we Francji, w regionie Normandia, w departamencie Manche.
Według danych na rok 1990 gminę zamieszkiwało 425 osób, a gęstość zaludnienia wynosiła 19 osób/km² (wśród 1815 gmin Dolnej Normandii Gorges plasuje się na 491. miejscu pod względem liczby ludności, natomiast pod względem powierzchni na miejscu 87.).